# Liu Yuchen
Liu Yuchen (chinês simplificado: 刘雨辰, pinyin: Liú Yǔchén; Pequim, 25 de julho de 1995) é um jogador de badminton chinês, medalhista olímpico.

## Carreira
Nos Jogos Olímpicos de Verão de 2020, em Tóquio, conquistou a medalha de prata na categoria duplas masculinas ao lado de Li Junhui após confronto na final contra os taiwaneses Lee Yang e Wang Chi-lin. Liu fez parte da seleção nacional que venceu os Jogos Asiáticos de 2018, a Thomas Cup 2018 e a Sudirman Cup 2019.